# Open Whisper Systems
Open Whisper Systems est une entreprise fondée en 2013 par Moxie Marlinspike (pseudonyme de Matthew Rosenfeld). Elle a développé un algorithme de chiffrement des communications nommé Signal Protocol et maintient plusieurs applications open source dont le système de messages Signal, à destination des appareils mobiles et des ordinateurs personnels sous Windows, MacOS et GNU/Linux.
L'entreprise se finance par des dons et est soutenue par l'Open Technology Fund (en), une organisation financée par le gouvernement des États-Unis pour promouvoir les libertés sur l'Internet. Elle a également reçu des fonds de la Shuttleworth Foundation et de la Knight Foundation. Bien qu'elle n'ait jamais publié de bilan financiers, une grande partie proviendraient de la communauté du renseignement des États-Unis.
Ses locaux se situaient dans le quartier de Mission Bay à San Francisco.
Le 21 février 2018, Moxie Marlinspike et le cofondateur de WhatsApp Brian Acton annoncent la création de la fondation Signal sous le statut d'organisation non lucrative 501(c)(3) des États-Unis, qui continuera le développement et la maintenance de la messagerie Signal.